# Одаль, Бенгт
Бенгт Одаль швед. Bengt Ådahl (род. 30 января 1951 года в Гётеборге) — начальствующий епископ шведской евангелическо-лютеранской Миссионерской провинции.

## Биография
Изучал богословие в Лунде. В 1975 году был рукоположен в пасторы епископом Гётеборгским Бертилем Гертнером. В том же году женился на Анн-Мари. Первые два года служил викарием в общине Эльвсред. В 1977 году был назначен настоятелем общины Лиммаред. В 1986 году был назначен настоятелем объединенной общины Slättåkra-Kvibille, где служил до 2018 года.
13 октября 2018 года был избран начальствующим епископом Миссионерской провинции. После этого епископ Гётеборгской епархии государственной Церкви Швеции Сюзанна Раппманн потребовала, чтобы Одаль подписал отказ от права служить пастором в общинах Церкви Швеции, но Одаль отказался.
27 апреля 2019 года Одаль был рукоположен в епископы в Гётеборге, в церкви Эммануила. Хиротонию совершил его предшественник епископ Роланд Густафссон, ушедший на пенсию. Ему ассистировали епископы Йоран Бейер и Ларс Артман, а также первый епископ Миссионерской провинции Арне Ульссон. Участие в богослужении также принимали епископ Тор Хенрик Вит (Евангелическо-лютеранская епархия в Норвегии), епископ Ристо Сорамиес (Евангелическо-лютеранская миссионерская епархия Финляндии) и епископ Ханс Йонссон (Евангелическо-лютеранская церковь Латвии).